# 上信電鉄500形電車
上信電鉄500形電車（じょうしんでんてつ500がたでんしゃ）は、2005年（平成17年）に登場した上信電鉄の通勤形電車。

## 概要
西武鉄道で使用されていた新101系電車を改造の上で譲り受けたもので、2両編成2本が在籍する。ワンマン運転に対応した設備を備え、交通バリアフリー法に基づき車椅子スペースが設置されている。

### 導入経緯
上信電鉄では非冷房車の200形の代替車を探し、これまでも車両譲渡や保守において交流のあった西武車両等を含めた各社に打診を行っていた。その候補の一つであった西武新101系に関しては、既に上信電鉄で使用している旧西武車とドアの数などの車体構造が共通である上に、台車の部品なども1000形や6000形との互換性を有するというメリットがあったことから、最終的に同系列の導入に至ったものである。

## 改造工事

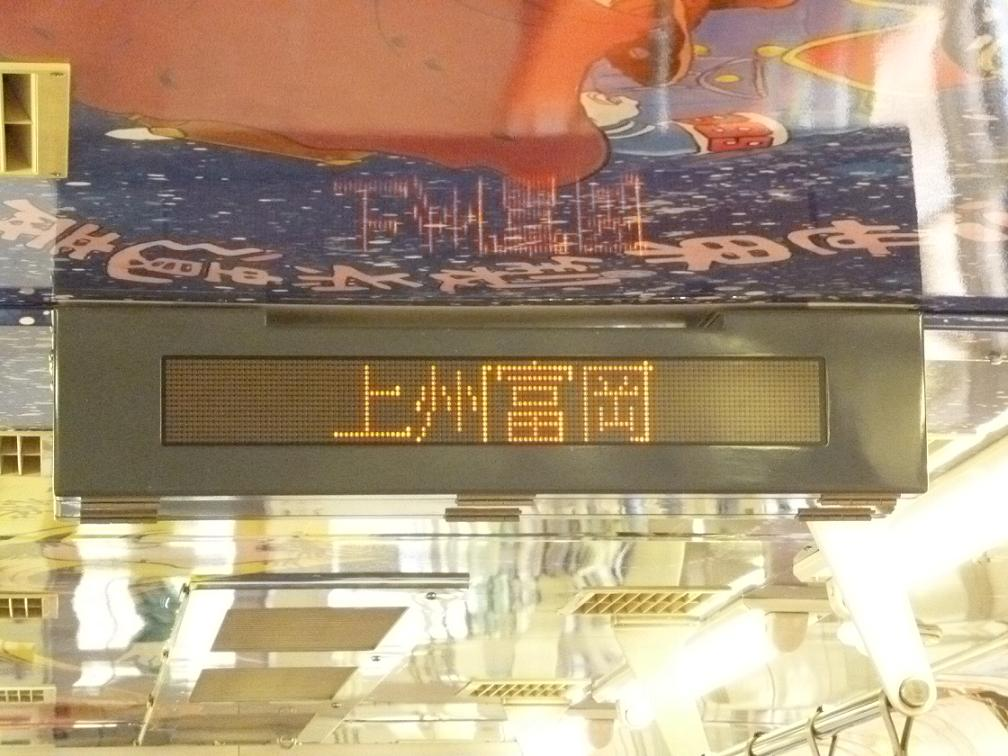
LED式車内案内表示器。
車両の中間部天井に取り付けられ、行き先、次に停車する駅、停車している駅名などを表示する。横スクロールが可能

譲渡にあたって武蔵丘車両検修場にて西武車両により、ワンマン運転設備の設置や塗装変更といった改造工事が施工された。詳細は以下の通り。
外観
- 車体と床下機器の塗装変更
- パンタグラフ高さを20mm下げる
- 空気圧縮機 (CP) をHS-10からHB-2000へ交換
- 側面にLED式行先表示器を設置
- 連結器の交換

車内
- 整理券発行機と運賃表示器、運賃箱設置
- LED式車内案内表示器を枕木方向に設置
- 乗務員室後部の二人掛け席を撤去し立席、車椅子スペースを設置（非常ボタン付）
- 床敷物取替
- 化粧板取替
- 座席モケットの取替
- スタンションポール設置
- つり革高さ変更（一部）

このほか、乗務員室へのミラー設置やタッチパネル式設定器が設置された。
なお、西武101系は定格出力150kWの主電動機を搭載する大出力車であり、このモーターを搭載した全電動車2両編成（編成での定格出力1200kW）を上信電鉄線で運行するには、他の列車と力行タイミングが重なった場合の変電所容量不足が危惧されたが、限流値設定の抑制や、ダイヤ組成における運用の調整で問題をクリアしている。

## 編成
| [ 1 ]                                                      | ← 下仁田高崎 → | ← 下仁田高崎 → |                                               |                                  |
| 形式                                                       | クモハ101 (Mc) | クモハ101 (Mc) | 竣工・改造所                                  | 備考                             |
| 搭載機器                                                   | CONT           | MG, CP         | 竣工・改造所                                  | 備考                             |
| 車両番号                                                   | 501 (289)      | 502 (290)      | 2005.02.03 西武車両 (1979.07.11 東急車輛製造) | リバイバルカラー（西武イエロー） |
| 車両番号                                                   | 503 (293)      | 504 (294)      | 2005.12.26 西武車両 (1979.07.11 東急車輛製造) | マンナンライフ号                 |
| ※カッコ内は西武101系としての車両番号・竣工日・製造所を示す |                |                |                                               |                                  |

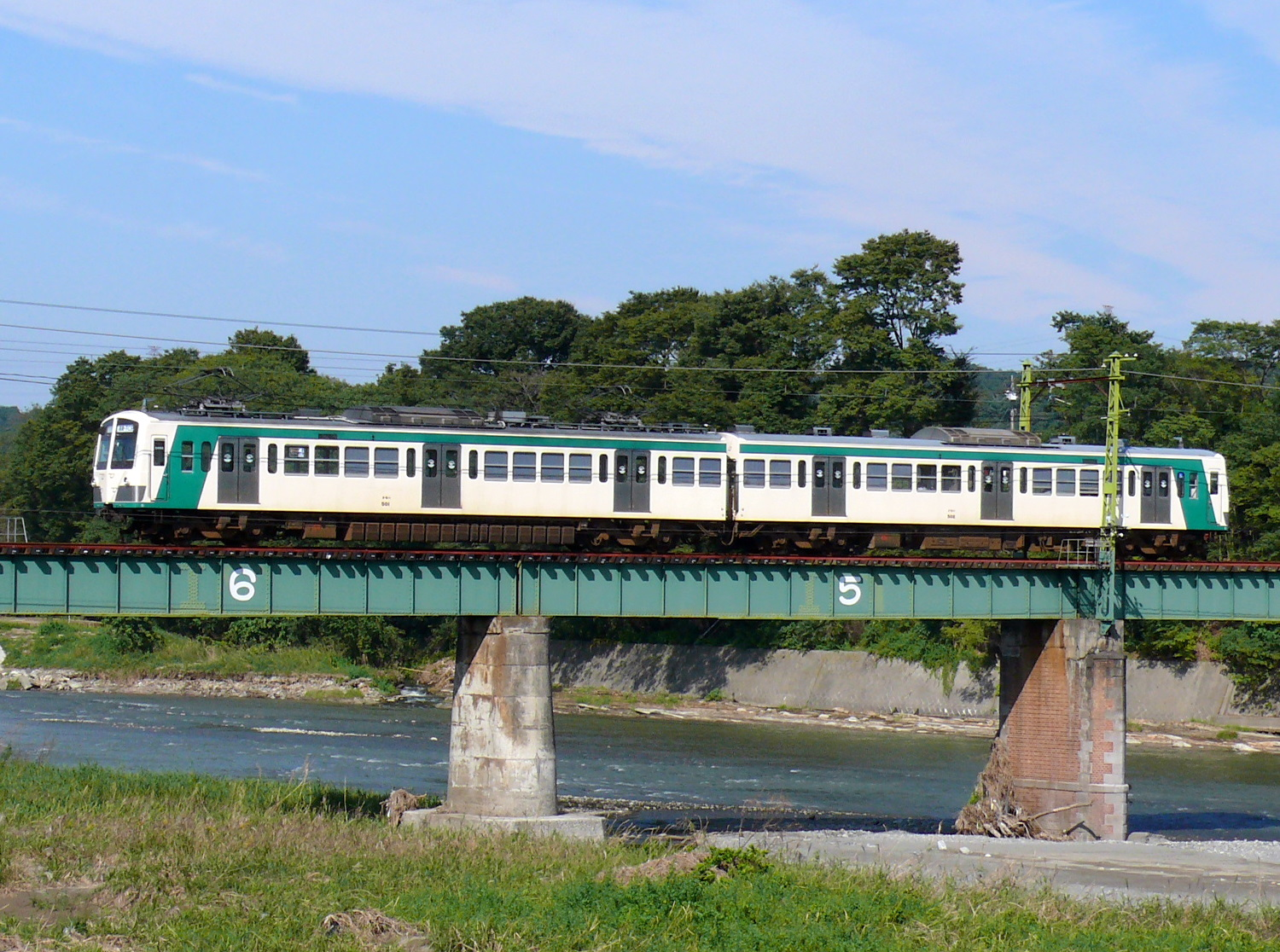
緑色ラインの第1編成 （2007年10月20日）
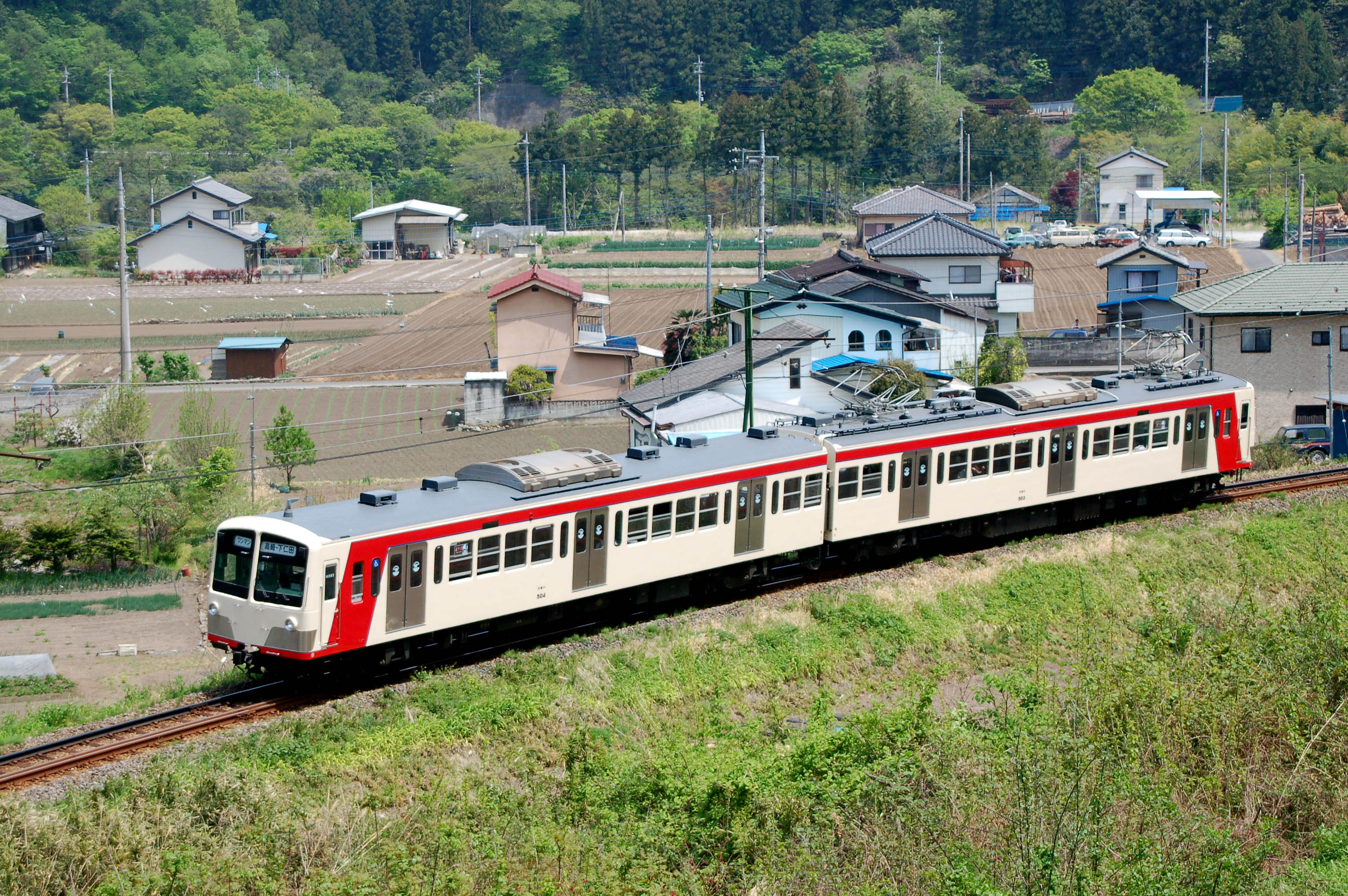
赤色ラインの第2編成 （2006年5月5日）

## 車体装飾

### 第1編成

#### 銀河鉄道999号
上信電鉄沿線住民による「銀河鉄道999号を走らせよう!実行委員会」の活動により、2008年10月20日から2012年9月9日まで運行されていた。松本零士の漫画『銀河鉄道999』のキャラクター星野鉄郎・メーテル・車掌のデザインしたフルラッピングとなっている。なおラッピング終了後は元の塗装へ戻されている。また運行を開始した2008年には、この編成と入れ替わる形で150形の第1編成が緑ラインの塗装へと変更された。

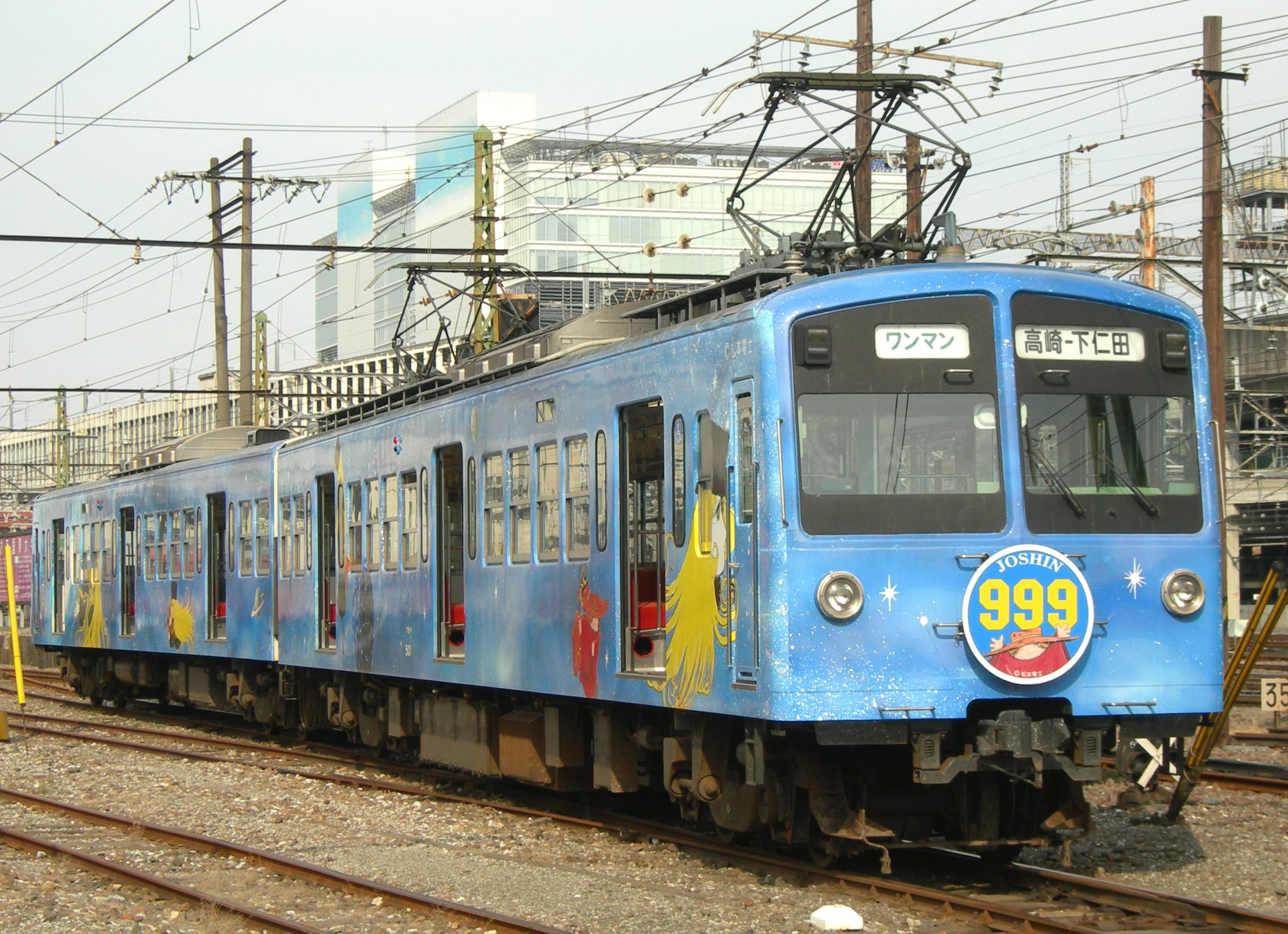
第1編成「銀河鉄道999号」 （2009年11月9日）

#### ふくが大きい雪見だいふく電車
上信電鉄とロッテアイス『雪見だいふく』のコラボによる「ふくが大きいプロモーション」の一環として、2014年12月14日から2015年春頃まで運行。前面にヘッドマークを取付け、側面の下半分とドア付近にラッピングを施したものとなっている。

#### ぐんまちゃん列車
上信電鉄創立120周年を記念して、2015年12月27日から2024年3月末まで運行。車内外にぐんまちゃん等がデザインされている。

#### 西武鉄道リバイバルカラー
上信電鉄入線20周年を記念し、2024年5月10日より運行。西武鉄道の協力により「西武イエロー」の塗装が復刻されている。全般検査とあわせて実施しており、床下も黒色から薄い灰色（マンセル値N5）に変更されている。

### 第2編成

#### マンナンライフ号
2012年4月より150形の第3編成から引き継ぐ形で運行している。999号のようなフルラッピングとなっており、デザインは度々変更されている。